# I morituri
I morituri (Morituri) è un film del 1965 diretto da Bernhard Wicki.

## Trama
Giappone, 1942, la Ingo, un cargo della marina mercantile tedesca, deve intraprendere un lungo viaggio per trasportare un carico di 7.000 tonnellate di gomma da Tokyo fino a Bordeaux, nella Francia occupata, e l'ammiraglio Wendel, a dispetto delle lamentele del primo ufficiale Kruse, convinto nazista che ambiva al comando, ne dà incarico al capitano Müller, il quale solleva vibrate proteste per non avere potuto scegliere l'equipaggio e lamentando la presenza di alcuni delinquenti che, nei piani dell'ammiraglio, dovrebbero, col pretesto del trasporto, essere rimpatriati per essere condannati, ma il capitano, precedentemente silurato da un sommergibile Alleato mentre era ubriaco in plancia, viene indotto ad accettare in quanto il figlio, ufficiale della Kriegsmarine in servizio nel mare del Nord, potrebbe subire gravi conseguenze.
Contemporaneamente in India il colonnello britannico Statter, a conoscenza del carico a bordo della nave che sta per lasciare il Giappone e conscio dell'utilità di tale carico per l'esercito tedesco, si incontra con Robert Crain, informandolo di conoscere da tempo la sua nazionalità tedesca ed il suo vero nome, Schroeder, e che questi vive in India con un passaporto svizzero falso da circa tre anni dopo che, allo scoppio della guerra, non si era presentato ed era espatriato con tutti i suoi consistenti beni. Il colonnello è anche a conoscenza che Robert era un ufficiale del genio e, sfruttando la sua competenza, vorrebbe farlo imbarcare allo scopo di disinnescare gli esplosivi presenti nella stiva, onde evitare l'autoaffondamento della nave che gli Alleati intendono catturare e, al rifiuto di Robert, minaccia di consegnarlo alla Gestapo, ottenendone l'assenso.
Robert si imbarca sulla Ingo come ufficiale delle SS, sotto il falso nome di Hans Kail, e, a dispetto degli ordini del comandante che gli impongono, in quanto passeggero, di limitare i suoi movimenti alla sua cabina ed al ponte, inizia a cercare le cariche esplosive nella stiva riuscendo a disinnescarne subito una ma venendo interrotto dal fuochista, un prigioniero politico antinazista, ritentando il giorno dopo, durante un'esercitazione di abbandono nave, riuscendo a disinnescare la seconda. Successivamente, attraverso uno stratagemma, mostrando a Kruse la prima carica disinnescata, lo convince a mostrargli l'ubicazione di tutte e dodici le cariche e, facendo notare che le uniche due sabotate fino a quel momento si trovavano nella sala macchine, getta i sospetti sul fuochista ma ordinandogli per sicurezza di non farne parola con il comandante.
Nei giorni che seguono, Robert riesce a disinnescare altre sette cariche ma durante una giornata di nebbia la Ingo viene avvicinata da un cacciatorpediniere americano, il quale, ingannato dal camuffamento della nave tedesca, cambia rotta ma Robert, azionando la sirena insospettisce la nave Alleata che le intima di fermarsi per essere ispezionata. Müller dà ordine di abbandonare la nave e si prepara ad azionare le cariche per l'autoaffondamento, inconsapevole che alcune di esse sono state disattivate, ma sopraggiunge un sommergibile giapponese, sul quale è imbarcato l'ammiraglio Wendel come istruttore, che affonda due mercantili del convoglio scortato dal caccia, consentendo alla Ingo di allontanarsi indisturbata ma, costringendola a cambiare la propria rotta, allontanandola di oltre duecento miglia dal punto convenuto per l'attacco delle navi Alleate.
L'ufficiale di rotta Milkereit, che ha visto Robert azionare la sirena, lo invita nella propria cabina e lo informa che lui ed altri sette uomini dell'equipaggio, tutti compromessi, hanno capito il suo scopo ed intendono aiutarlo ma la nave, che ora viaggia sotto il nome di Christina e con insegne svedesi, viene avvicinata dal sommergibile giapponese e quindici naufraghi, tra i quali una donna, di una nave americana precedentemente silurata vengono trasbordati sulla nave tedesca. Robert, approfittando della sosta, disinnesca la decima carica ma l'ammiraglio Wendel, non essendo a conoscenza della presenza a bordo di un rappresentante delle SS, sospetta che egli sia una spia ma Müller, che pare avere anch'egli compreso il ruolo di Robert, lo trae d'impaccio; Wendel tuttavia intende informarsi presso Berlino, ed il comandante avverte Robert che entro il giorno successivo sarà scoperto, confermando la sua natura di anti nazista anche quando cerca di nascondere ai membri dell'equipaggio il fatto che la donna, Esther Levy, è ebrea.
Robert, visto il restringersi dei tempi, propone agli otto compromessi di impadronirsi della nave, e per ottenere l'aiuto dei prigionieri americani svela ad Esther la sua identità, ma Müller, dopo avere udito per radio la notizia che il figlio è stato insignito della Croce di Ferro per avere affondato una nave ospedale, si ubriaca e viene sollevato dal comando da Kruse, il quale riceve il messaggio da Wendel che svela la falsa identità di Robert. Immediatamente dopo l'azione dei marinai compromessi fallisce e tutti, ad eccezione di Robert e del fuochista, vengono catturati ed Esther viene uccisa da Kruse dopo che era riuscita a convincere i prigionieri ad unirsi ai marinai ribelli con un rapporto sessuale con alcuni di loro.
Robert, esaurite le speranze di impadronirsi della nave, intende farla saltare e, dopo che il fuochista si è consegnato all'equipaggio, entra nella cabina di Müller, il quale tuttavia, pur non essendo nazista, non intende tradire la Germania e rifiuta di aiutarlo ma, nonostante sia rimasto solo, riesce a fare esplodere le cariche. La nave viene abbandonata e Kruse, mentre sta scendendo con una corda, a causa di un'esplosione sbatte violentemente il capo contro la murata e, una volta in acqua, affoga mentre Robert e Müller, rimasti soli a bordo, notano che il carico di gomma, ha parzialmente otturato le falle e stimano che la nave, inclinata ma ancora a galla, potrà resistere circa dieci ore prima di affondare e Müller, dopo che entrambi hanno riconosciuto il reciproco coraggio, accetta di trasmettere una richiesta di soccorso per consentire alle navi Alleate che incrociano sul luogo dell'appuntamento di raggiungerla e di impadronirsi del carico.

## Riconoscimenti
- 1966 - Premio Oscar
  - Candidatura Miglior fotografia a Conrad Hall
  - Candidatura Migliori costumi a Moss Mabry

## Curiosità
- Nei titoli di testa del film viene esteso il titolo per spiegare l'attinenza con la frase morituri te salutant; frase che i gladiatori indirizzavano all'imperatore romano prima dell'inizio dei giochi[1].